# La Lectrice soumise
La Lectrice soumise est un tableau du peintre belge René Magritte réalisé en 1928 au Perreux-sur-Marne, en région parisienne, en France. De format vertical, cette huile sur toile surréaliste représente une femme effrayée par un livre qu'elle tient ouvert devant elle, et qui semble lui éclairer le visage. L'œuvre est conservée au Louvre Abou Dabi, à Abou Dabi, aux Émirats arabes unis.